# Piptadeniopsis lomentifera
Genre
Espèce
Piptadeniopsis lomentifera est une espèce de plantes à fleurs dicotylédones de la famille des Fabaceae, sous-famille des Mimosoideae, originaire d'Amérique du Sud. C'est l'unique espèce acceptée du genre Piptadeniopsis (genre monotypique).